# Cyanocorax
Genre
Le genre Cyanocorax comprend dix-sept espèces de geais d'Amérique du Sud.

## Liste des espèces
D'après la classification de référence (version 15.1, 2025) du Congrès ornithologique international (ordre phylogénique) :
- Cyanocorax colliei – Geai à face noire
- Cyanocorax formosus – Geai à face blanche
- Cyanocorax morio – Geai enfumé
- Cyanocorax caeruleus – Geai azuré
- Cyanocorax violaceus – Geai violacé
- Cyanocorax cyanomelas – Geai bleu-noir
- Cyanocorax cristatellus – Geai à plumet
- Cyanocorax luxuosus – Geai bigarré
- Cyanocorax yncas – Geai vert
- Cyanocorax mystacalis – Geai à moustaches
- Cyanocorax melanocyaneus – Geai houppé
- Cyanocorax yucatanicus – Geai du Yucatan
- Cyanocorax beecheii – Geai à dos violet
- Cyanocorax sanblasianus – Geai de San Blas
- Cyanocorax dickeyi – Geai panaché
- Cyanocorax affinis – Geai à poitrine noire
- Cyanocorax heilprini – Geai à calotte azur
- Cyanocorax cayanus – Geai de Cayenne
- Cyanocorax chrysops – Geai acahé
- Cyanocorax cyanopogon – Geai à nuque blanche

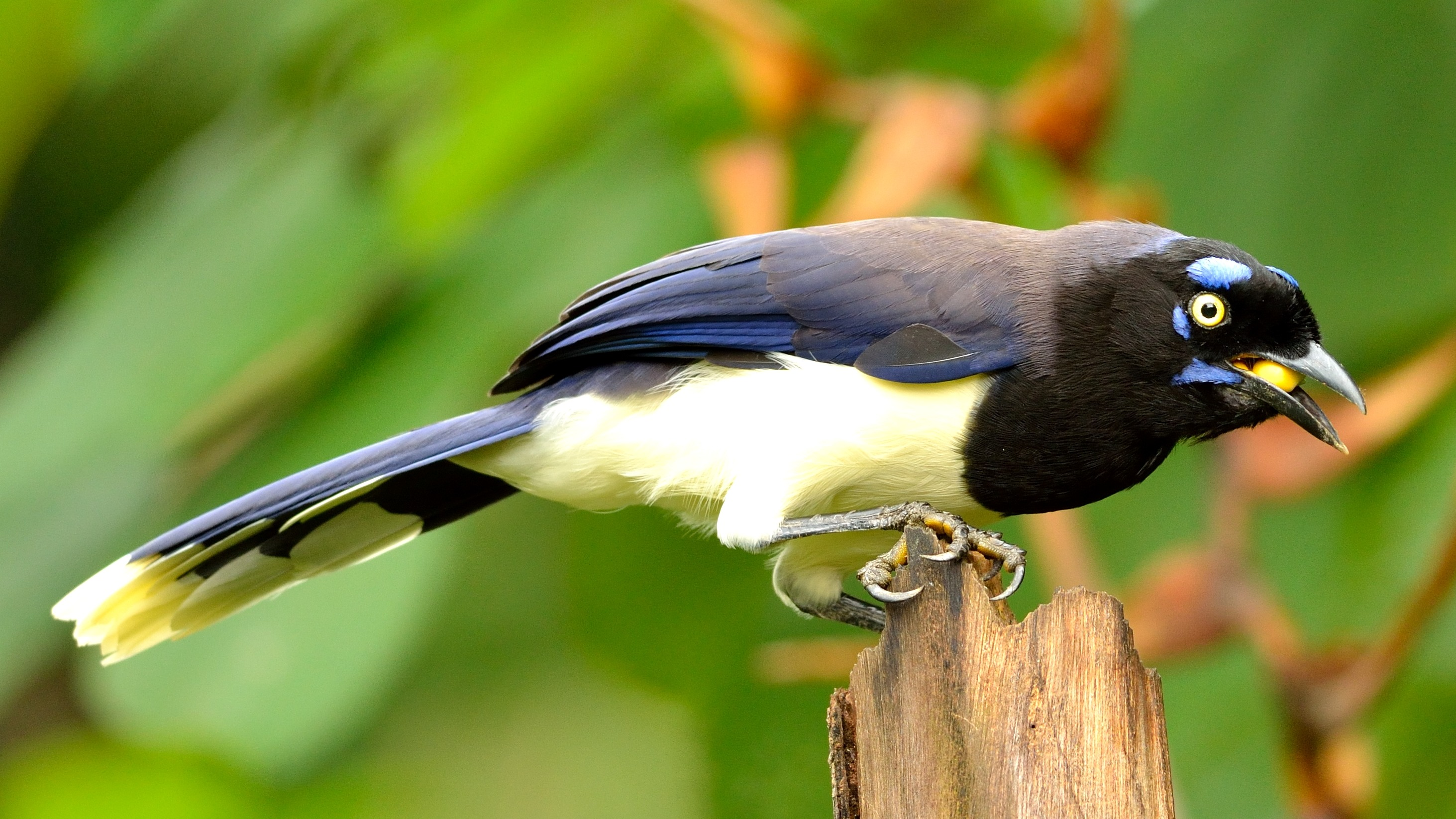
Cyanocorax affinis
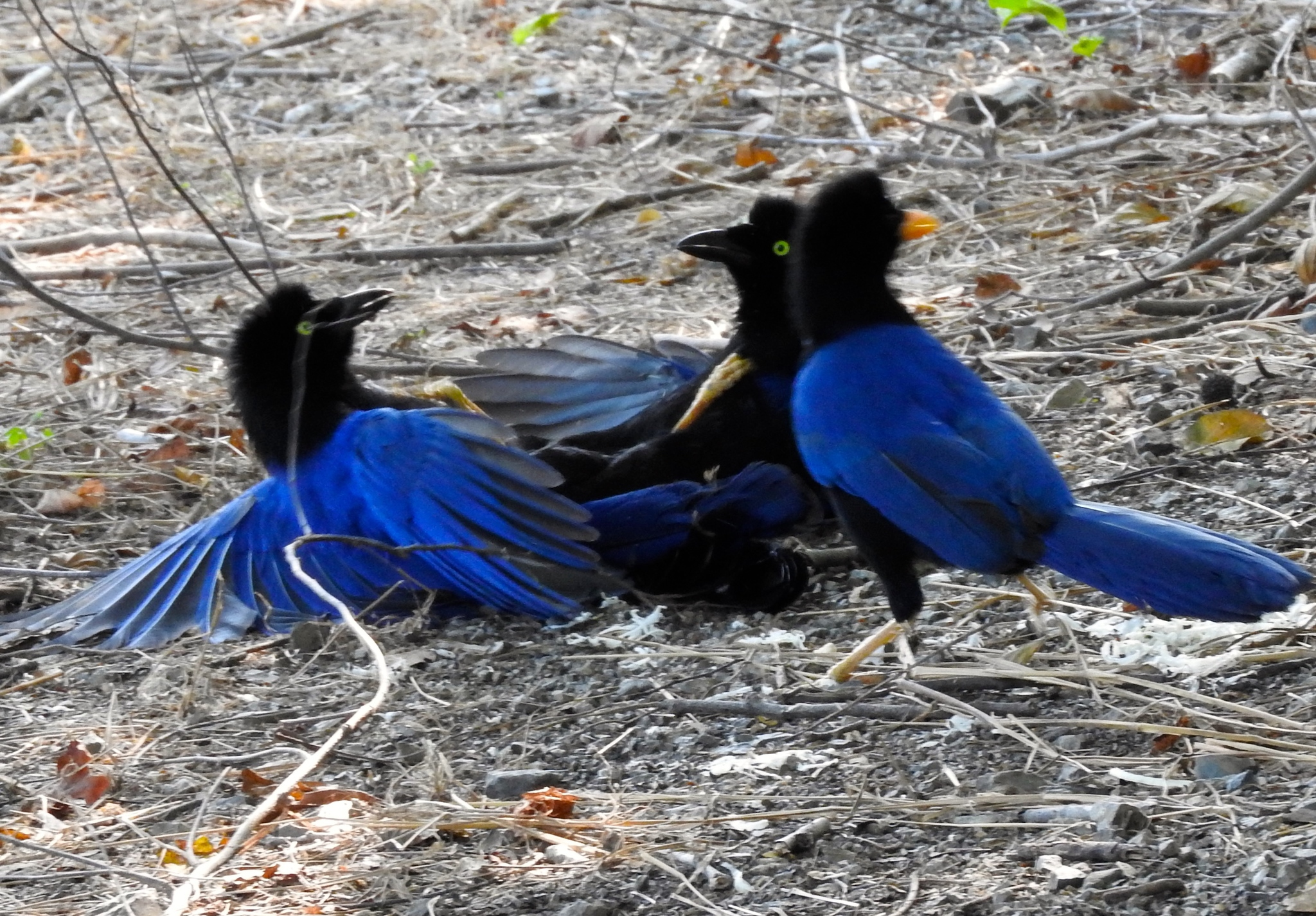
Cyanocorax beecheii
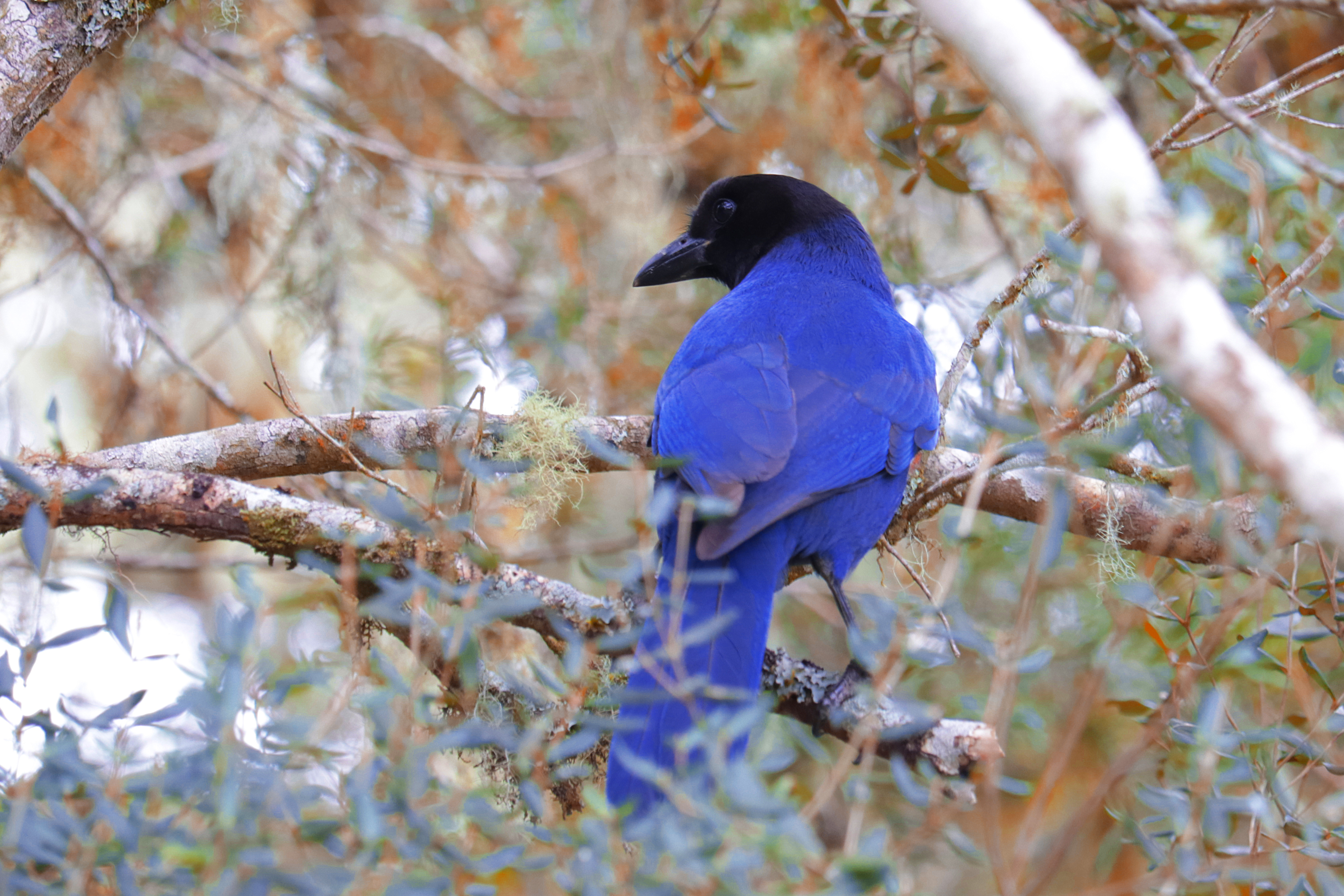
Cyanocorax caeruleus
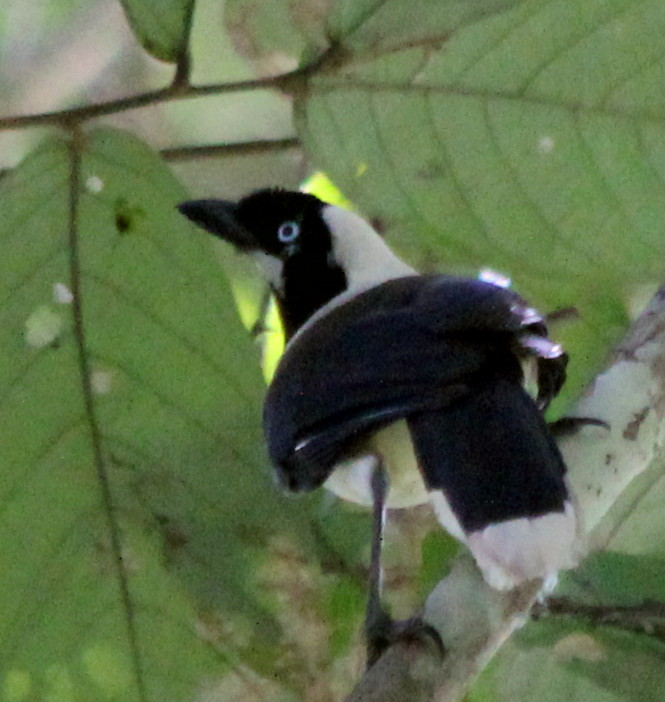
Cyanocorax cayanus
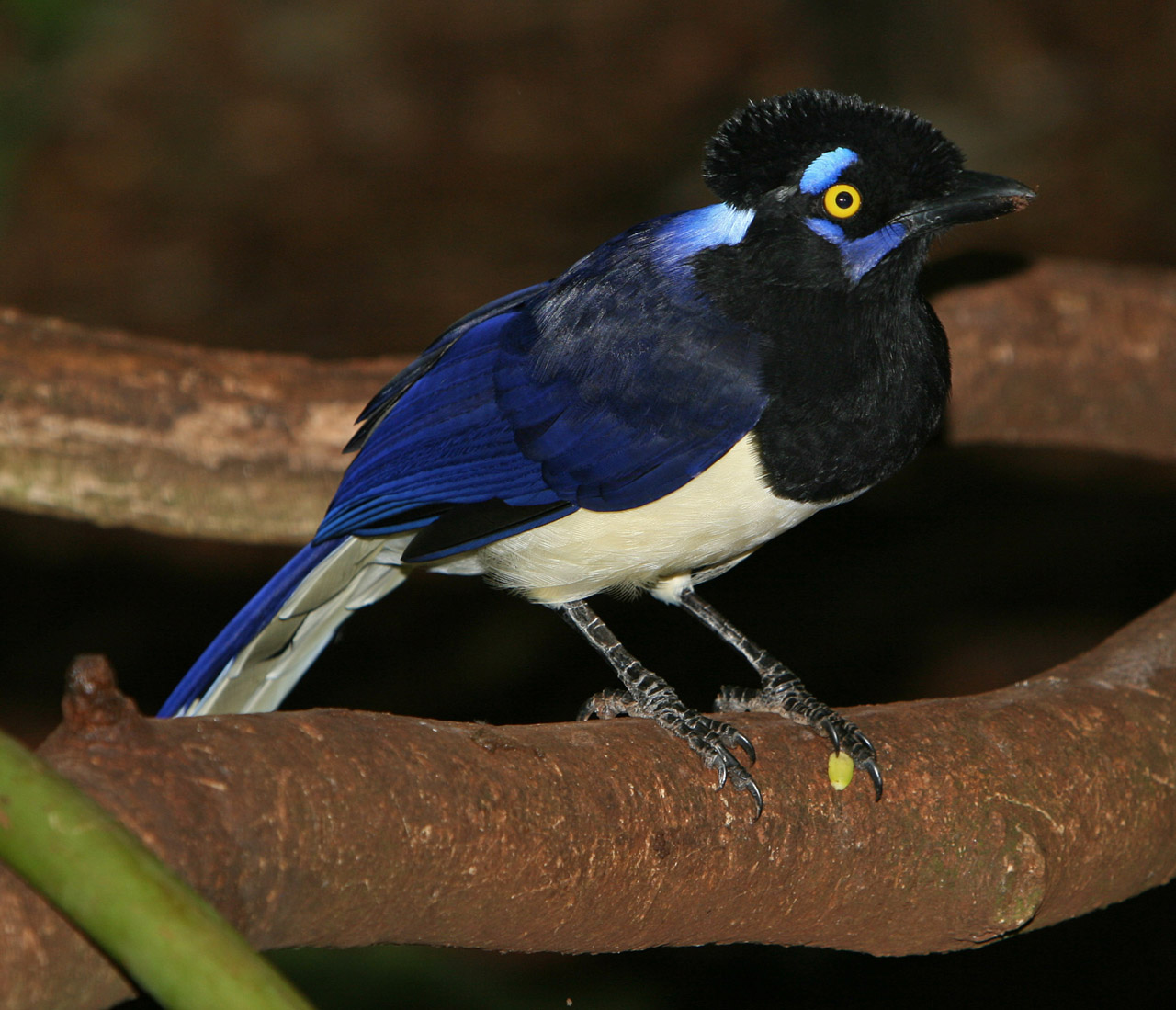
Cyanocorax chrysops
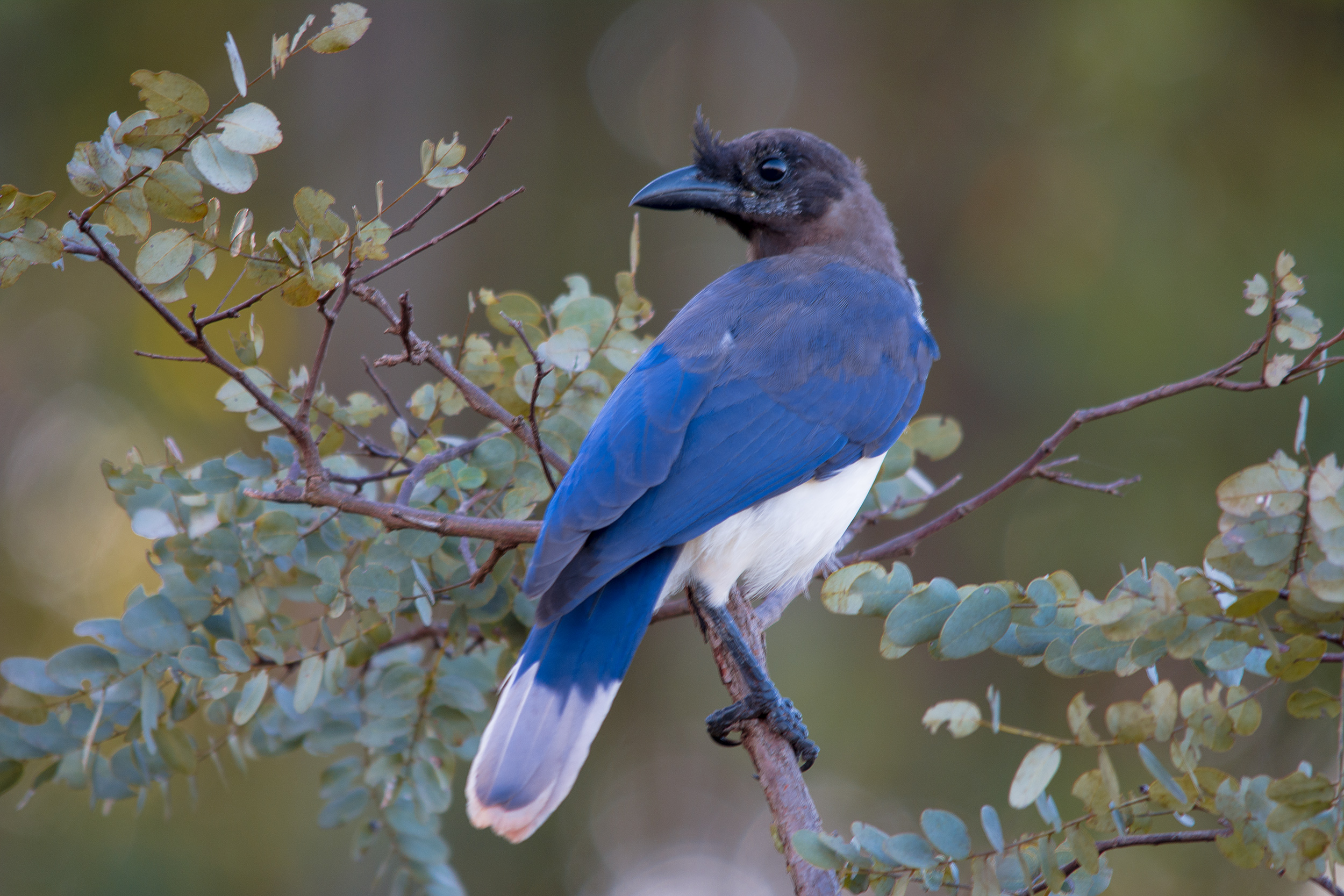
Cyanocorax cristatellus
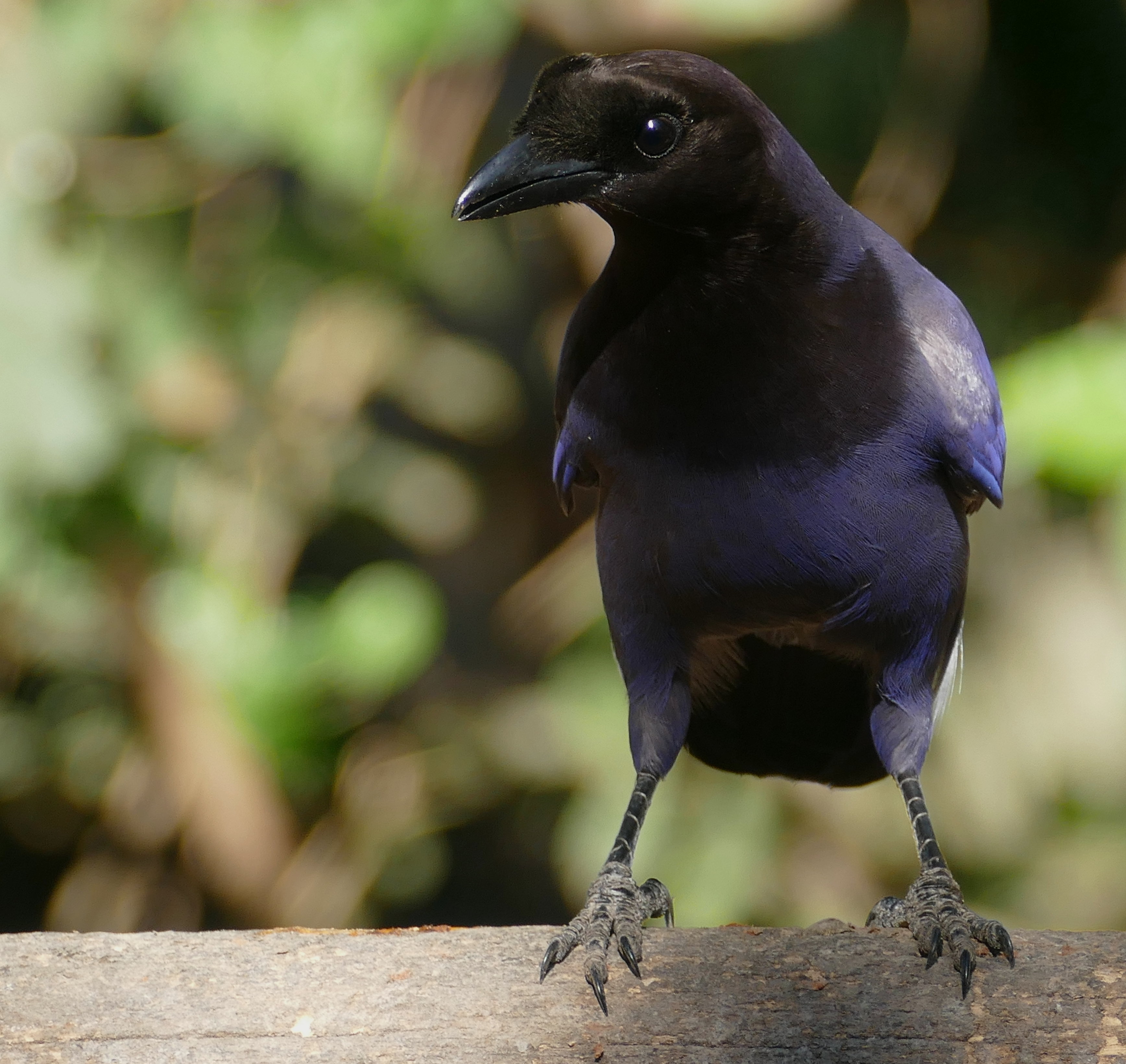
Cyanocorax cyanomelas
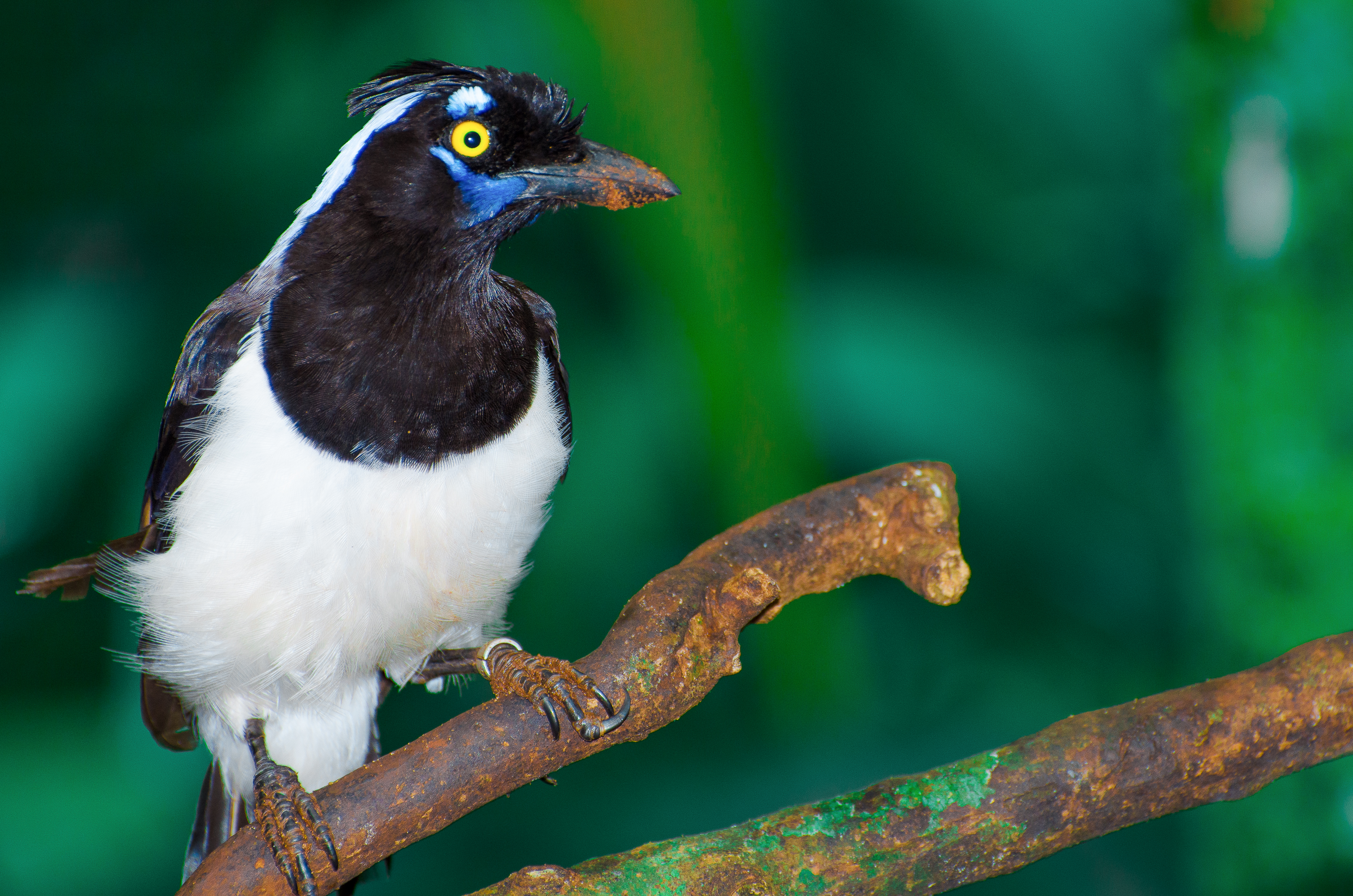
Cyanocorax cyanopogon
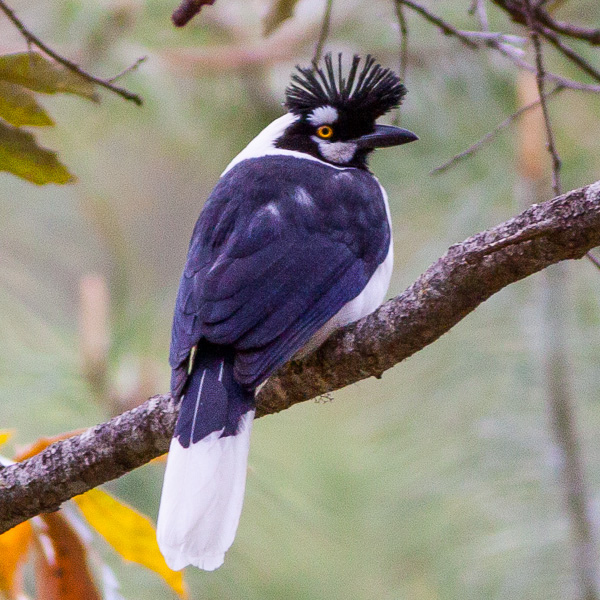
Cyanocorax dickeyi
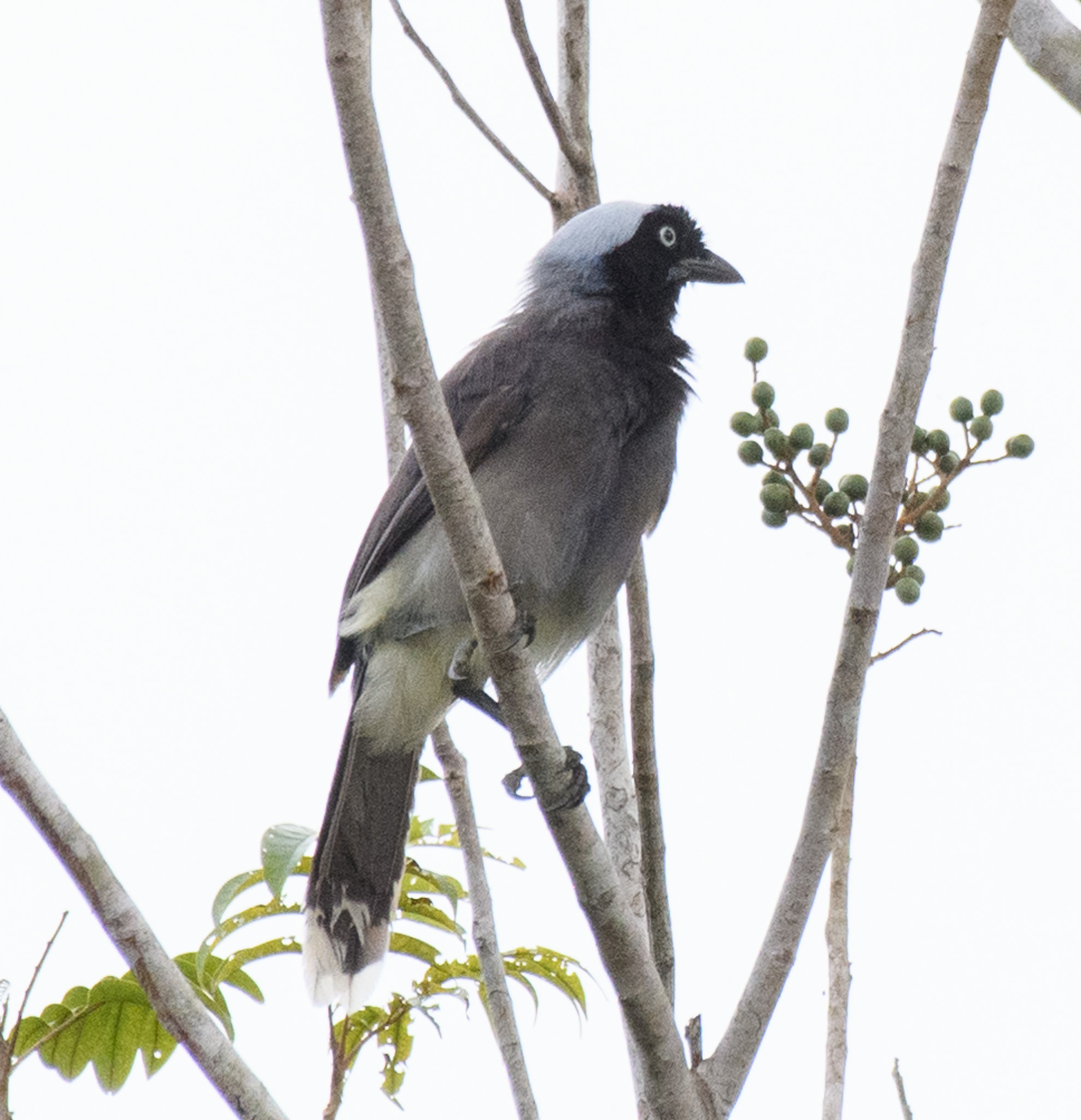
Cyanocorax heilprini
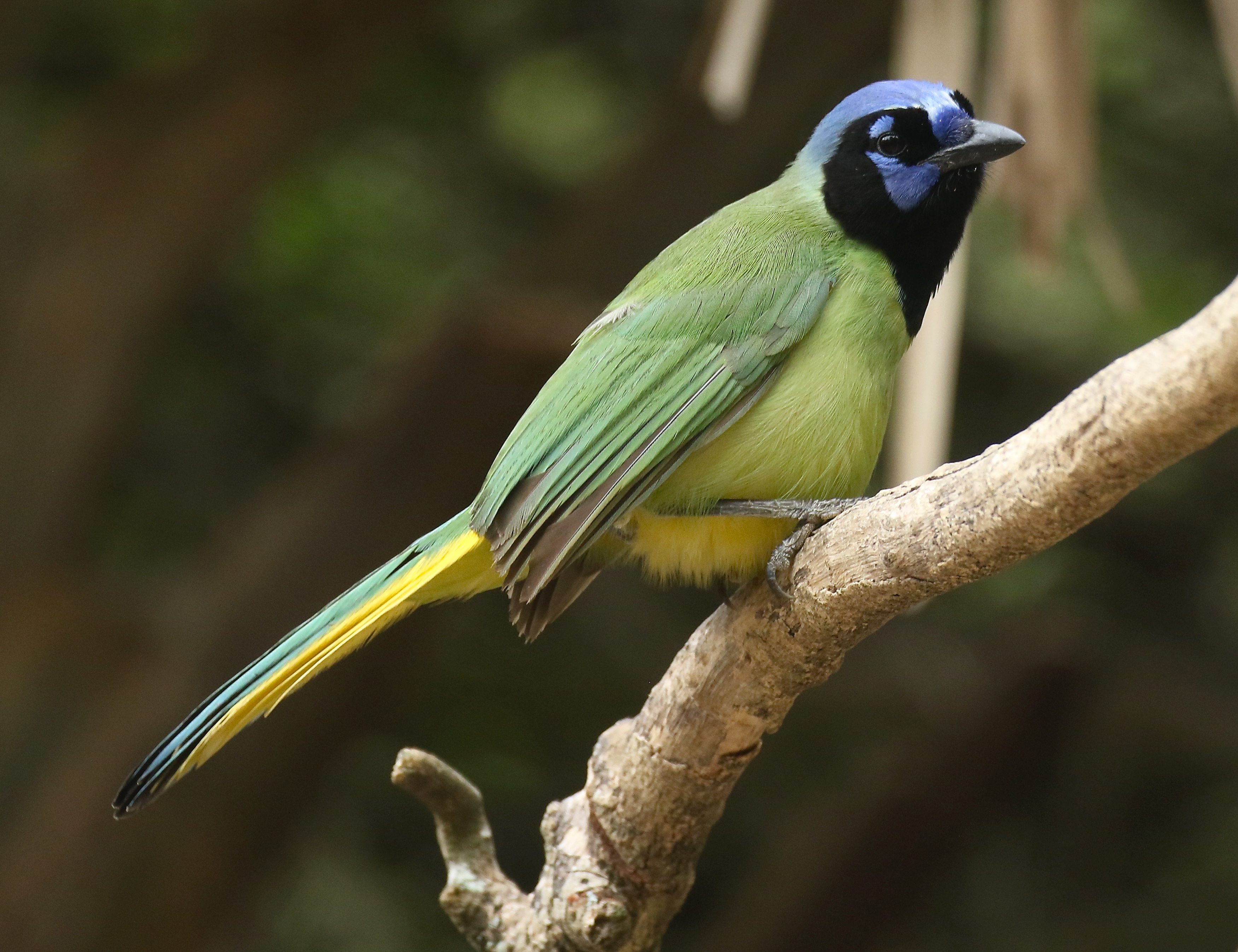
Cyanocorax luxuosus
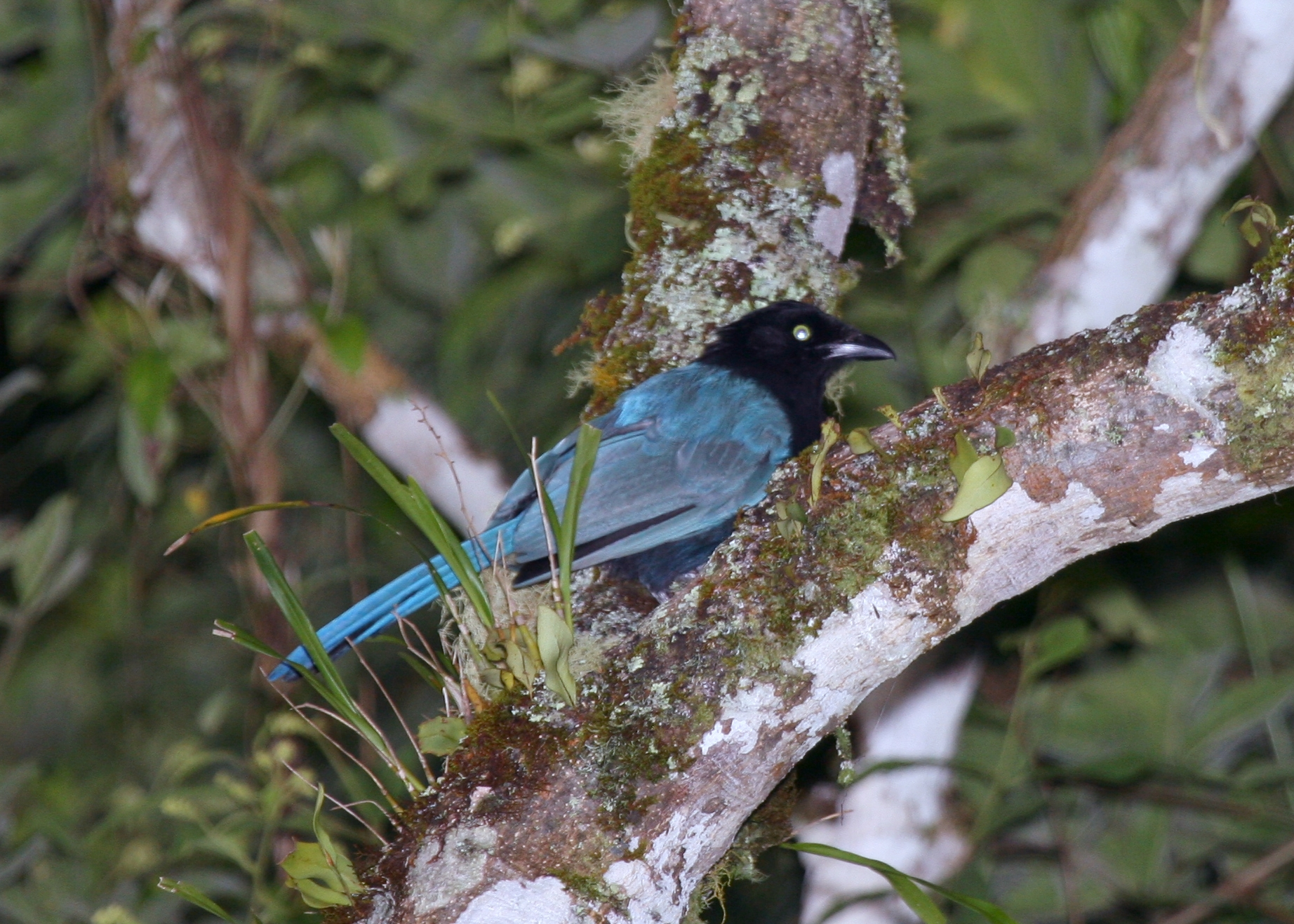
Cyanocorax melanocyaneus
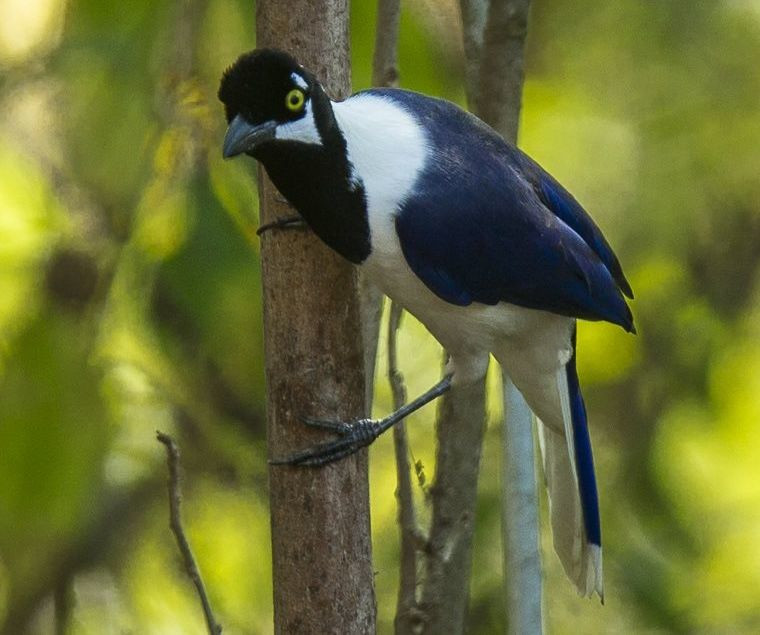
Cyanocorax mystacalis
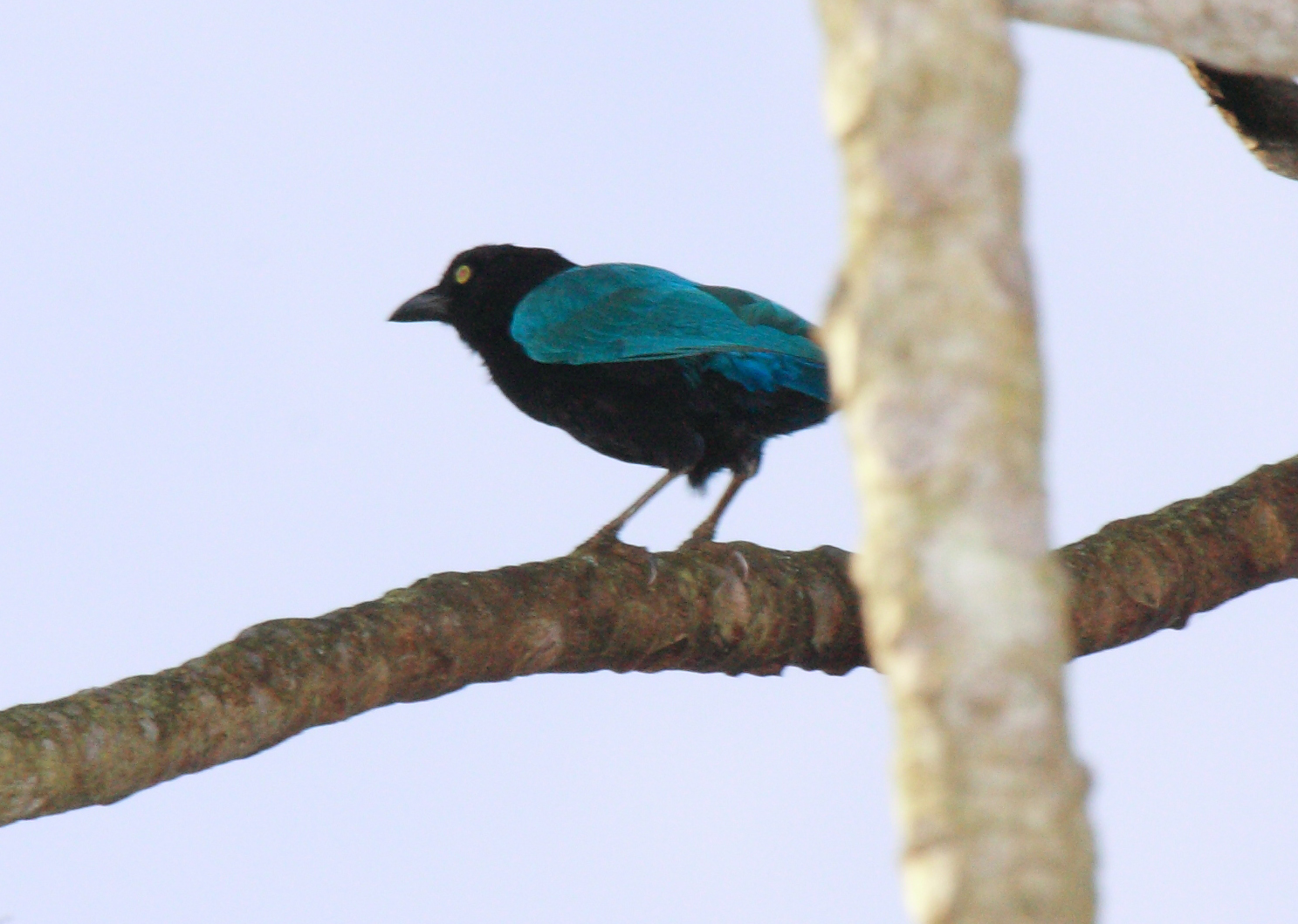
Cyanocorax sanblasianus
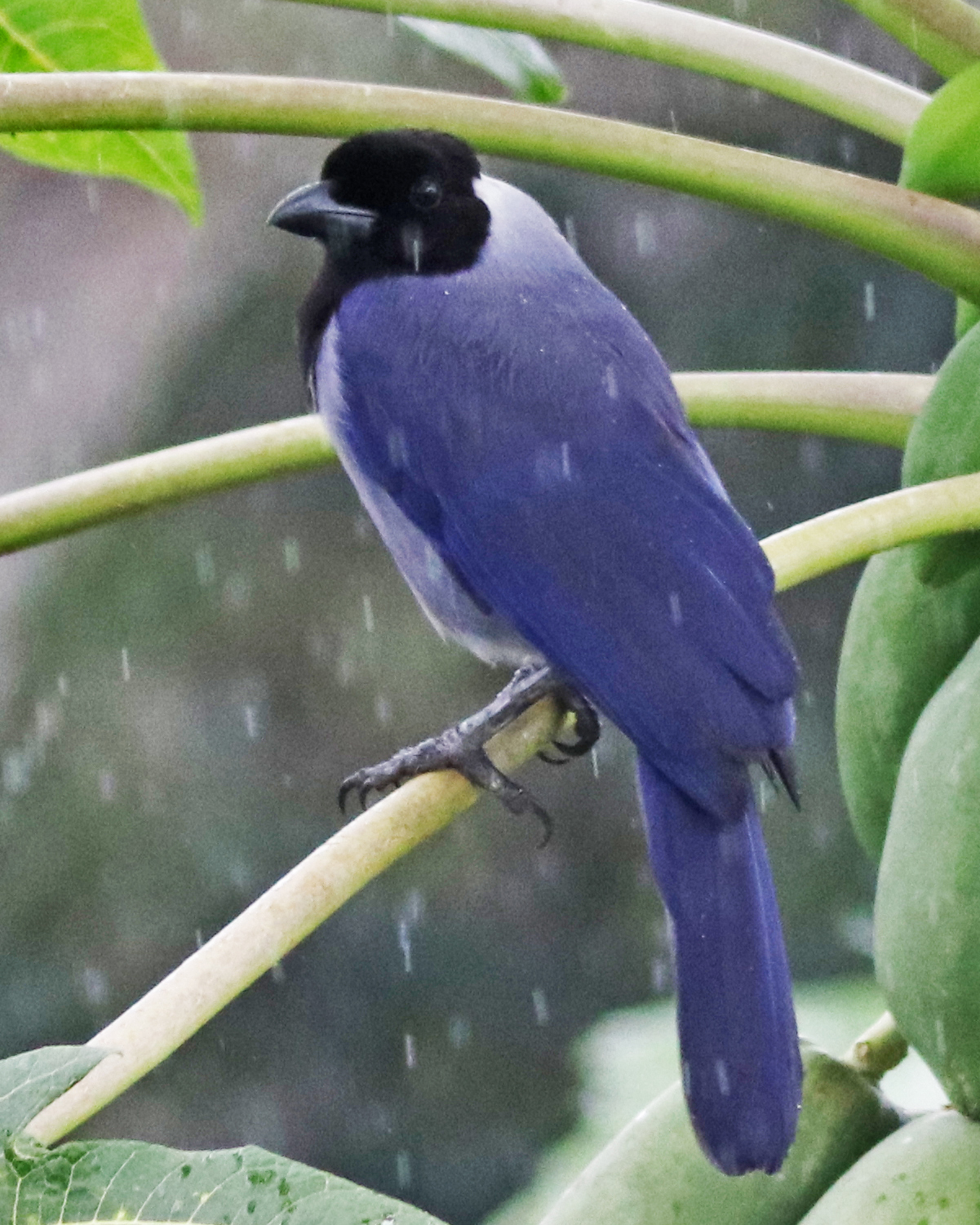
Cyanocorax violaceus
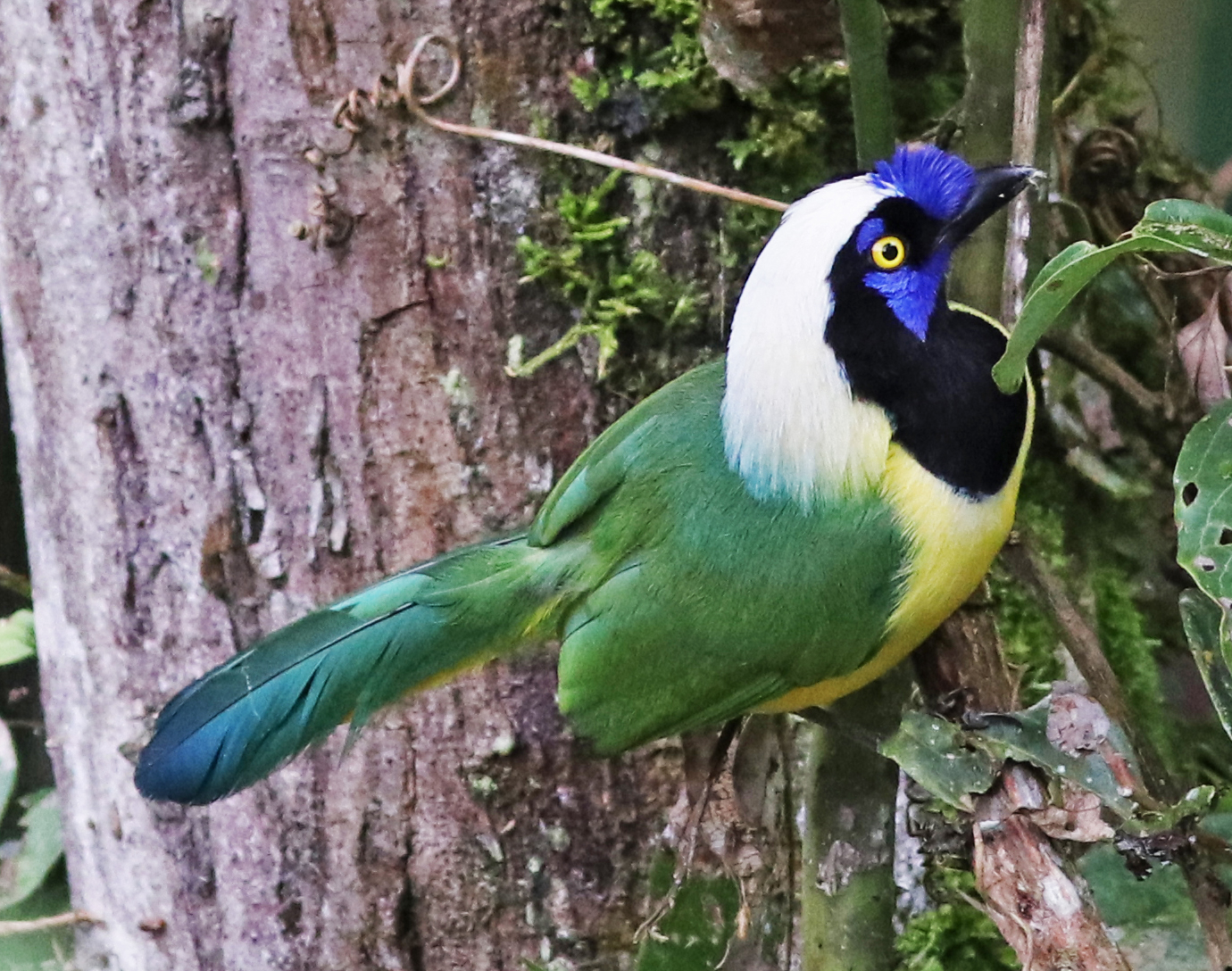
Cyanocorax yncas
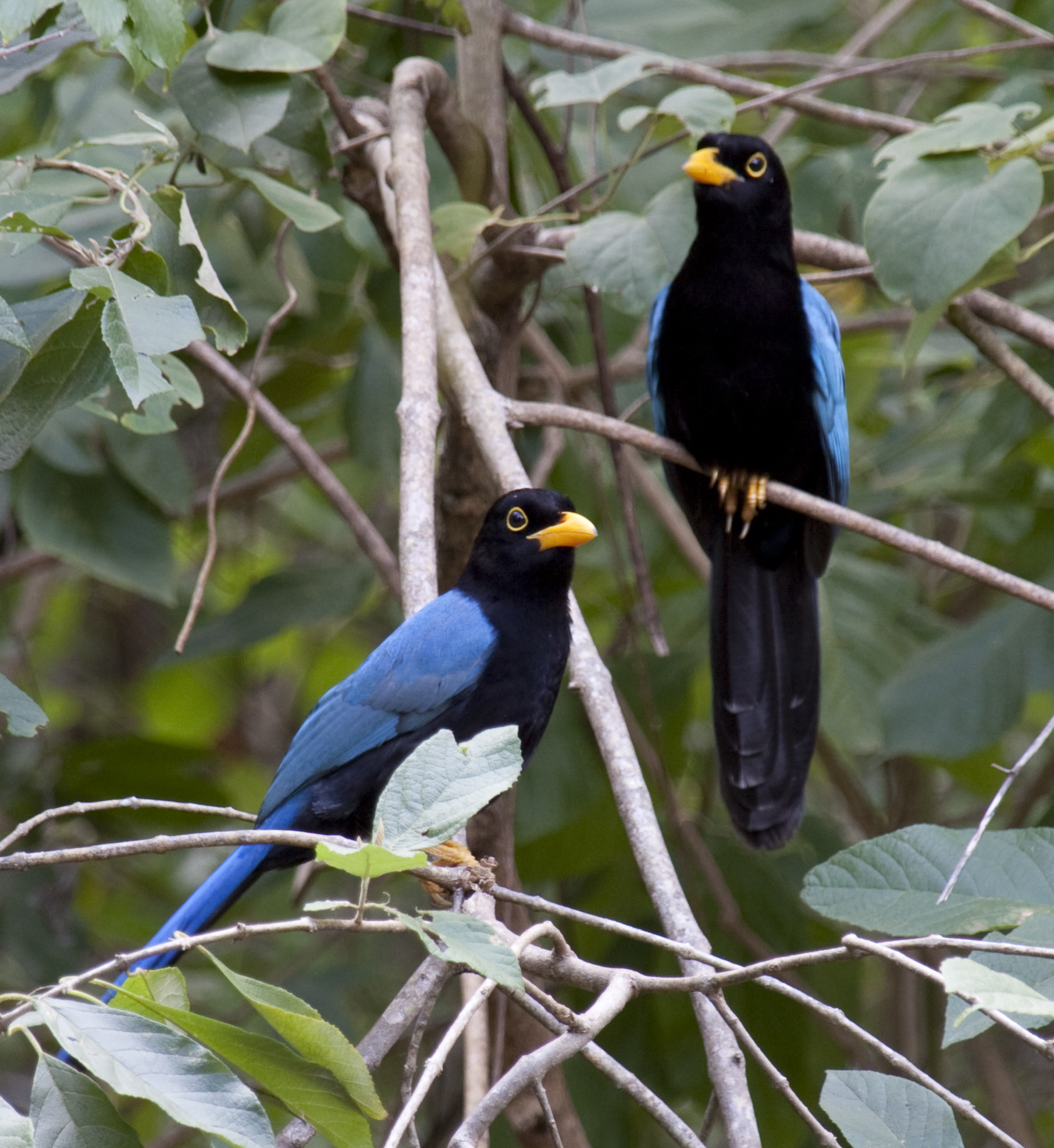
Cyanocorax yucatanicus